# Заманили (песня)
«Заманили» — песня украинской певицы Джамалы и группы «ДахаБраха».

## Описание
Автором текста стала Джамала, а музыка родилась в результате шестичасового джема певицы и группы «ДахаБраха».
Песня вышла в двух версиях — Original и Morphom version. Саунд-продюсером original-версии сингла выступил Юрий Хусточка, сооснователь групп «Океан Ельзи», Esthetic Education и Millionkopek. Саунд-продюсером второй версии выступил Роман Черенов, лидер электронного проекта Morphom.
Во время первого полуфинала конкурса Евровидение-2017, который проходил 9 мая в Киеве, Джамала исполнила песню «Заманили». В начале музыкального номера певица сидела в густом «тумане» под волчий вой, выступление было с шоу со световыми фоновыми проекциями.

## Список композиций
| №  | Название                     | Длительность |
| -- | ---------------------------- | ------------ |
| 1. | «Заманили»                   | 3:21         |
| 2. | «Заманили» (Morphom version) | 3:24         |

## Чарты
| Страна  | Самая высокая позиция |
| ------- | --------------------- |
| Россия  | 199                   |
| Украина | 17                    |

## Коммерческий успех
| Год  | Премия | Номинированная работа | Категория   | Результат |
| ---- | ------ | --------------------- | ----------- | --------- |
| 2017 | Yuna   | Заманили              | Лучший дуэт | Победа    |